# Luoktejávri
Luoktejávri eller Seaggajävri (?) är en sjö i Finland. Den ligger i kommunen Enare i landskapet Lappland, i den norra delen av landet, 1 100 km norr om huvudstaden Helsingfors. Luoktejávri ligger 185,9 meter över havet. Omgivningarna runt Luoktejávri är i huvudsak ett öppet busklandskap. Arean är 35,9 hektar och strandlinjen är 6,82 kilometer lång. Sjön  ingår i Neidenälvens huvudavrinningsområde. 